# Erdbeben im Südwesten Pakistans 2011

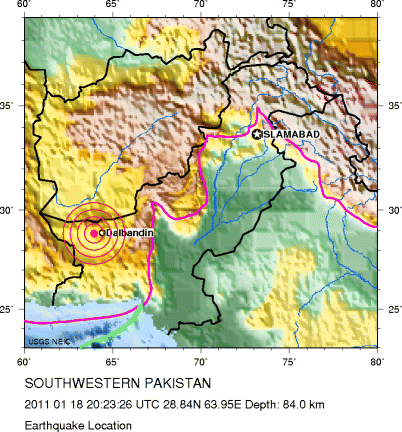
Lage des Bebens

Das Erdbeben im Südwesten Pakistans 2011 ereignete sich in der Provinz Belutschistan nahe der Grenze zu Afghanistan am Mittwoch, dem 19. Januar 2011 um 1:23 Uhr Pakistan Time (Dienstag, den 18. Januar 2011 um 21:23 Uhr MEZ).

## Auswirkung des Bebens
Nach ersten Meldungen hatte das Erdbeben in Pakistan keine schwerwiegenden Folgen. Das Geologische Institut der USA meldete, dass das Beben eine Stärke von 7,2 hatte. Das Beben sei bis Neu-Delhi zu spüren gewesen, berichtete der TV-Sender CNN. Nach Angaben des Instituts befand sich das Epizentrum des Bebens in einer Tiefe von 84 Kilometern. Die pakistanische Medien berichteten, dass zwei Frauen an Herzinfarkt gestorben seien. Die pakistanische Katastrophenschutzbehörde teilte mit, dass 200 Lehmhäuser in Dalbandin zerstört wurden.